# Planetenweg der Grünen Nachbarschaft
Der Planetenweg der Grünen Nachbarschaft ist ein Planetenweg, der vom nördlichen Stadtrand Ludwigsburgs bis zum Bietigheimer Forst führt. Er stellt das Sonnensystem im Maßstab 1:109 dar. Ein Meter Wegstrecke entlang des Planetenweges entspricht somit 1 Million km in der Realität. Seinen Namen hat der Planetenweg von der Projektträgerin Grüne Nachbarn, einem Verbund der Gemeinden Ludwigsburg, Tamm, Bietigheim-Bissingen, Ingersheim, Freiberg am Neckar und bis 2018 Remseck am Neckar.

## Verlauf

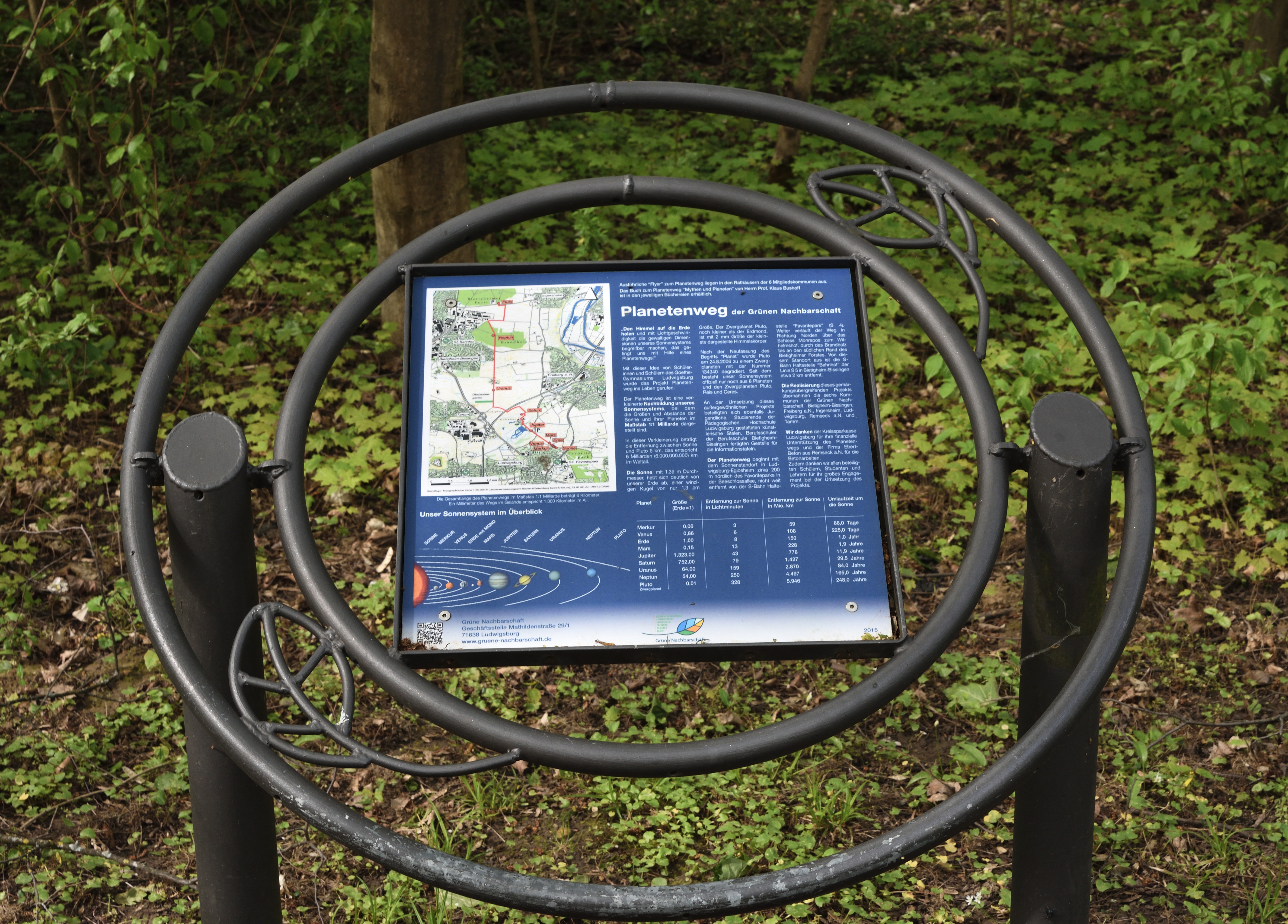
Erläuterungstafel am Beginn des Planetenweges

Der Planetenweg beginnt am südlichen Ende der Seeschlossallee beim Biergarten Ständle am alten Bahnhof. Vom Campus der Hochschule, dem Favoritepark und der S-Bahn-Haltestelle Favoritepark ist er in wenigen Minuten zu Fuß erreichbar. In nordwestlicher Richtung folgt man der Seeschlossallee, vorbei an den Darstellungen der Sonne und der inneren Planeten Merkur, Venus, Erde und Mars, bis Jupiter am Rondell vor dem Seeschloss Monrepos erreicht wird. Man folgt dem Weg über das Gelände des Schlosses. Vor dem Weingut des Hauses Württemberg biegt man rechts ab und folgt der Schotterstraße hinunter zum Gründelbach und zum Saturn.
Hinter der Brücke wendet man sich nach links und folgt dem Weg bis hinauf zur Autobahn. Vor der Autobahn wendet man sich abermals nach links. Nach knapp 400 m erreicht man eine Brücke, auf der man die Autobahn überquert. Man folgt dem Weg entlang dem Golfplatz. An dessen Ende stößt man auf einen Fahrweg, der rechterhand schnurgerade über offenes Gelände nach Norden führt. Kurz vor dem Wilhelmshof erreicht man Uranus. Weiter geht es 1,6 km gerade aus, am Stadtrand Bietigheims vorbei und über die Landstraße K1600 hinweg bis an das Waldstück Brandholz. Im Wald stößt man auf einer großen Wegkreuzung auf Neptun. 
Obwohl Pluto seit 2006 nicht mehr als Planet gilt, ist er dennoch Bestandteil und Endstation des Planetenwegs. Um ihn zu erreichen, nimmt man den schmaleren Waldweg Richtung Norden und erreicht an dessen Ende ein Gewerbegebiet. Man umgeht den Gebäudeblock der Firma Olymp östlich (rechts). Über eine Stichstraße bei der Pleidelsheimer Str. 47 erreicht man nördlich wieder freies Feld. Man überquert es auf dem asphaltierten Feldweg und überquert die Landstraße L1125. Pluto befindet etwas östlich (rechts) an der Einfahrt zum östlichen Waldparkplatz an der Landstraße.
Weil der Planetenweg nicht ganz gerade verläuft, ist der Weg von der Sonne bis zum Pluto etwas länger als die 5,9 km, die der astronomischen Entfernung von 5,9 Milliarden km entsprechen.

## Gestaltung

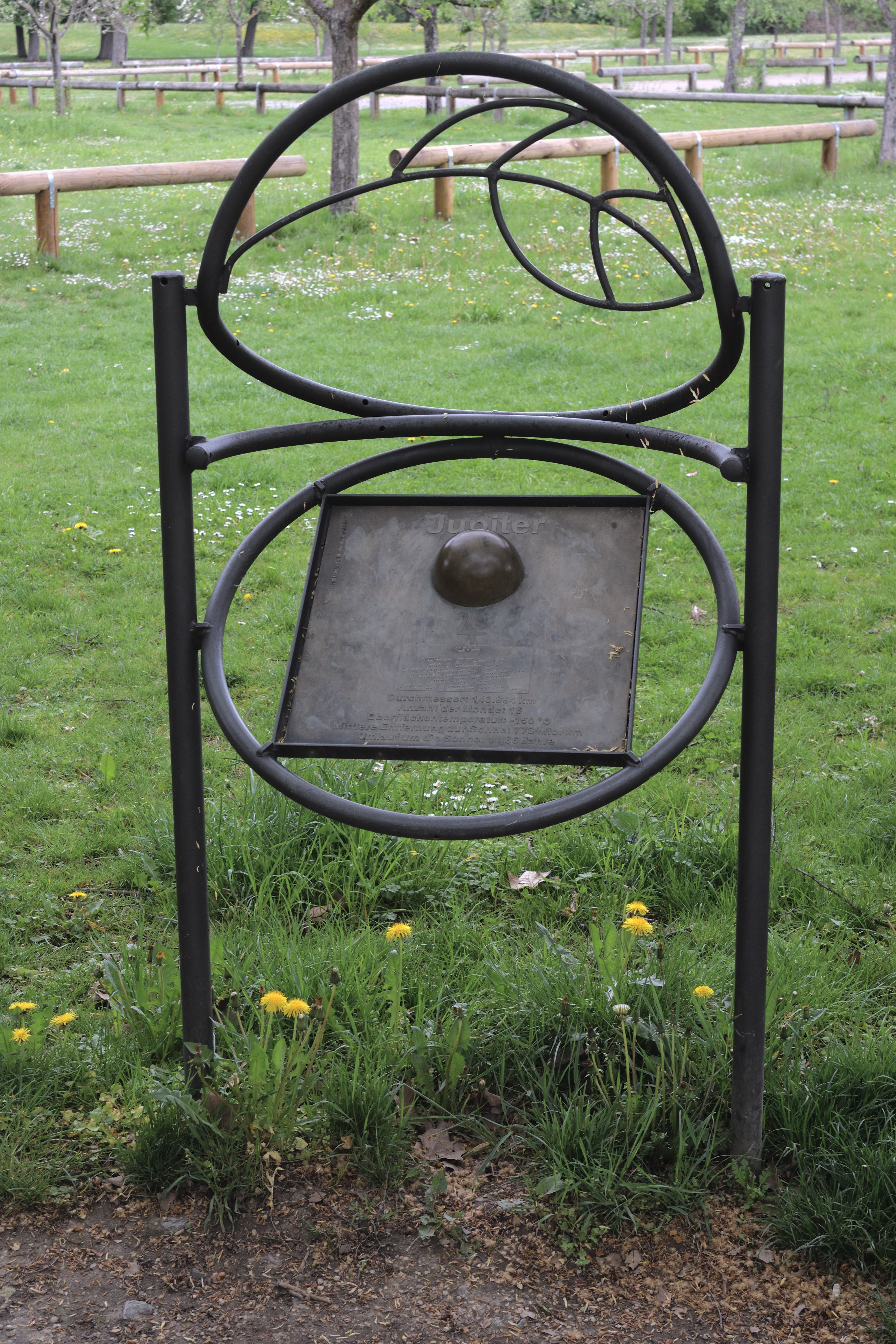
Hinweistafel zum Planeten Jupiter

An jeder Station befindet sich eine Stele, die die mystische Gestalt verkörpert, die mit dem jeweiligen Himmelskörper verbunden ist. Sie wurden von Studierenden der Pädagogischen Hochschule Ludwigsburg gestaltet. Bei der Sonne befinden sich sogar drei dieser Stelen. Sie wird außerdem repräsentiert durch eine 1,39 m große offene Messingkugel, die im Maßstab des Planetenweges ihrem Durchmesser entspricht.
Neben oder gegenüber den Stelen befinden sich bronzene Informationstafeln. Auf diesen sind in herkömmlicher Schrift und in Brailleschrift physikalische Grunddaten des Himmelskörpers eingeprägt: Durchmesser, Anzahl der Monde, Oberflächentemperatur, mittlere Entfernung zur Sonne und Umlaufzeit um die Sonne. Eine Kugel im Halbrelief repräsentiert im generellen Maßstab 1:109 die Größe des jeweiligen Planeten. So werden die Größenverhältnisse im Sonnensystem optisch und haptisch erfassbar. Die Erde ist in diesem Maßstab nur ein Kügelchen von 1,2 cm Durchmesser. Die Gestelle für die Tafeln wurden von Schülerinnen und Schülern des Berufsschulzentrums Bietigheim-Bissingen angefertigt.

## Stationen

### Inneres Sonnensystem
| Sonne                   | Merkur                  | Venus                   | Erde                   | Mars                    |
| ----------------------- | ----------------------- | ----------------------- | ---------------------- | ----------------------- |
|                         |                         |                         |                        |                         |
| 48,91331° N, 9,18073° O | 48,91376° N, 9,18018° O | 48,91399° N, 9,17977° O | 48,9142° N, 9,17942° O | 48,91477° N, 9,17843° O |

### Äußeres Sonnensystem
| Jupiter                 | Saturn                 | Uranus                  | Neptun                  | Pluto                   |
| ----------------------- | ---------------------- | ----------------------- | ----------------------- | ----------------------- |
|                         |                        |                         |                         |                         |
| 48,91898° N, 9,17147° O | 48,9241° N, 9,16904° O | 48,93172° N, 9,15835° O | 48,94854° N, 9,15877° O | 48,95865° N, 9,15969° O |

### Weitere Wegmarken

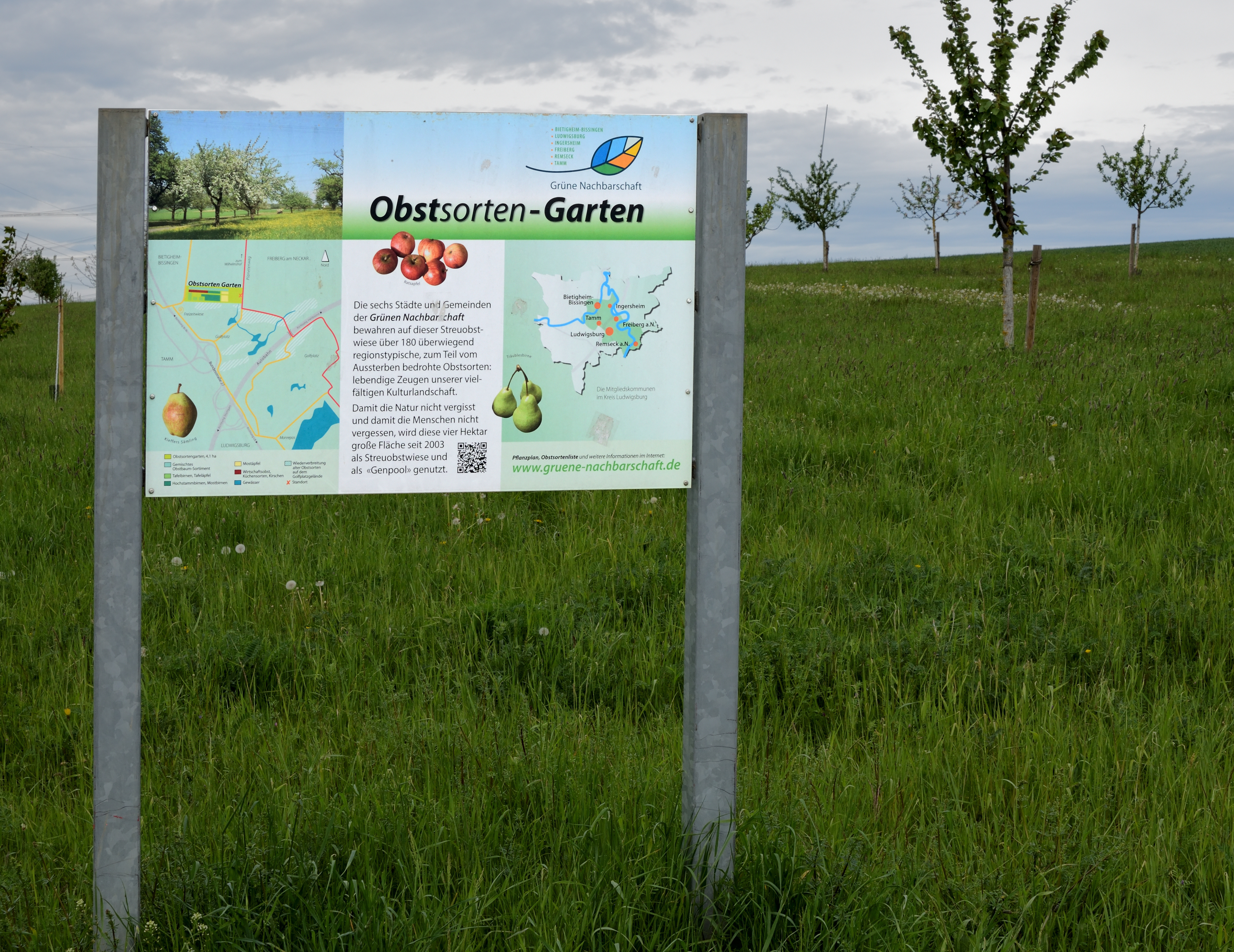
Obstsortengarten

Kurz nachdem man auf den Fahrweg abgebogen ist, der Richtung Norden zum Uranus und zum Wilhelmshof führt, sieht man linkerhand einen Obstsortengarten. In dem rund 4 ha großen Gelände stehen mehr als 180 überwiegend hochstämmige Obstbäume, beispielsweise Tafelbirnen und -Äpfel, Mostäpfel, Wirtschaftsobst, Kirschen sowie Walnussbäume. Neben aktuellen Obstsorten werden auch alte und vom Aussterben bedrohte lokaltypische Sorten erhalten.
Nachdem man den Uranus passiert hat, durchquert man den Weiler Wilhelmshof. Eine Brücke führt über den Graben der ehemaligen Bahnstrecke Bietigheim–Heutingsheim–Beihingen, einem Abzweig der Bahnstrecke Backnang–Ludwigsburg. Teile der ehemaligen Bahntrasse sind seit 1994 als Landschaftsschutzgebiet Alte Bahntrasse ausgewiesen. So wurde sie zu einem Ausgleichsbiotop in intensiv landwirtschaftlich genutzter Umgebung, das vielen Tieren und Pflanzen als Rückzugsgebiet dient.